# 2017 리그 오브 레전드 챔피언스 코리아 스프링
리그 오브 레전드 챔피언스 코리아 스프링 2017은 2017년 1월 17일부터 4월 22일까지 10개 프로게임단이 경기를 펼치는 대한민국의 최상위 대회이다.

## 개요
- 일정 : 2017년 1월 27일 ~ 2017년 4월 22일
- 경기장 
  - 정규시즌 및 포스트시즌 : 서울 OGN e스타디움, 서울 강남 넥슨 아레나
  - 결승전 : 인천 삼산월드체육관
- 최우수선수 
  - 정규시즌 : 이민호(Crown) (젠지 e스포츠)
  - 결승전 : 한왕호(Peanut) (SK텔레콤 T1)

## 정규 시즌

### 참가팀
SK텔레콤 T1, KT 롤스터, 삼성 갤럭시, 롱주 게이밍, 아프리카 프릭스,  BBQ 올리버스, MVP, 진에어 그린윙스, 
콩두 몬스터, ROX 타이거즈

### 정규 시즌 순위
| 순위 | 팀              | 승 | 패 | 득실차 | 비고    |
| ---- | --------------- | -- | -- | ------ | ------- |
| 1    | SK텔레콤 T1     | 16 | 2  | +22    | -       |
| 2    | 삼성 갤럭시     | 14 | 4  | +17    | 벌점 -1 |
| 3    | KT 롤스터       | 12 | 6  | +14    | -       |
| 4    | MVP             | 10 | 8  | +2     | -       |
| 5    | 아프리카 프릭스 | 10 | 8  | +2     | 벌점 -1 |
| 6    | ROX 타이거즈    | 8  | 10 | -5     | -       |
| 7    | 롱주 게이밍     | 8  | 10 | -6     | 벌점 -1 |
| 8    | BBQ 올리버스    | 5  | 13 | -12    | -       |
| 9    | 진에어 그린윙스 | 4  | 14 | -16    | -       |
| 10   | 콩두 몬스터     | 3  | 15 | -21    | -       |

- 순위는 승리-득실차-승자승 순
- 굵은 글씨는 포스트시즌 진출, 기울어진 글씨는 승격강등전

## 포스트시즌
|  | 와일드카드 | 와일드카드      | 와일드카드 |  |  | 준플레이오프 | 준플레이오프 | 준플레이오프 |  |  | 플레이오프 | 플레이오프  | 플레이오프 |  |  | 결승전 | 결승전      | 결승전 |
|  |            |                 |            |  |  |              |              |              |  |  |            |             |            |  |  |        |             |        |
|  |            |                 |            |  |  |              |              |              |  |  |            |             |            |  |  | 1      | SK텔레콤 T1 | 3      |
|  |            |                 |            |  |  |              |              |              |  |  | 2          | 삼성 갤럭시 | 0          |  |  | 3      | kt 롤스터   | 0      |
|  |            |                 |            |  |  | 3            | kt 롤스터    | 3            |  |  | 3          | kt 롤스터   | 3          |  |  |        |             |        |
|  | 4          | MVP             | 2          |  |  | 4            | MVP          | 0            |  |  |            |             |            |  |  |        |             |        |
|  | 5          | 아프리카 프릭스 | 0          |  |  |              |              |              |  |  |            |             |            |  |  |        |             |        |

### 최종 순위
우승 : SK텔레콤 T1
준우승 : KT 롤스터
3위 :삼성갤럭시 (현 젠지 e스포츠)
4위 : MVP
5위 : 아프리카 프릭스

### 경기 내용
리그 오브 레전드 챔피언스 코리아 스프링 2017은 미드 시즌 인비테이셔널과 연관이 있다. 이 대회의 우승팀은 한국 대표로 브라질에서 열리는 미드 시즌 인비테이셔널 티켓이 주어진다.
정규시즌 4위 아프리카 프릭스와 정규시즌 5위 MVP가 3전 2선승제로 치른 와일드카드전에서 MVP가 아프리카를 2:0으로 꺾고 준플레이오프에 진출했다.
와일드카드전에서 승리한 MVP와 정규시즌 3위 KT 롤스터가 5전 3선승제로 치른 준플레이오프에서는 KT가 MVP에 3:0의 완승을 거두며 플레이오프에 진출했다. 
준플레이오프에서 MVP를 격파한 KT와 정규시즌 2위 삼성 갤럭시가 5전 3선승제로 치른 플레이오프에서는 KT가 3:0의 완승을 거두며 결승전에 진출했다.
정규시즌 1위를 확정지으며 결승에 먼저 선착한 SK텔레콤 T1과 와일드카드전부터 플레이오프까지 거쳐서 올라온 KT가 프로농구 인천 전자랜드 엘리펀츠의 홈 경기장인 인천 삼산월드체육관에서 5전 3선승제로 치른 대망의 결승전에서는 SK텔레콤이 압도적인 실력차를 선보이며  이동통신사 라이벌 KT를 3:0로 꺾고 롤챔스 통산 6회 우승을 차지했다. 이로써 SK텔레콤은 한국 대표로 브라질에서 열린 미드 시즌 인비테이셔널 2017에 출전하였고 이 대회에서도 우승 트로피를 거머쥐었다.